# Гайське газоконденсатне родовище
Гаївське газоконденсатне родовище — належить до Більче-Волицького нафтогазоносного району Передкарпатської нафтогазоносної області Західного нафтогазоносного регіону України.

## Розташування
Родовище знаходиться у Львівській області на відстані 20 км від м. Дрогобич, між селами Нижні Гаї, Летня, Кавсько та Ланівка.
Приурочене до Косівсько-Угерської підзони Більче-Волицької зони.

## Структура
Гаївська складка знаходиться на південний-захід крилі Летнянської структури і виражена по розмитій поверхні мезозою, у гельветсько-баденських та нижньосарматських утвореннях. Гельветсько-баденський структурний поверх та відклади сарматського ярусу розбиті поздовжніми та поперечними порушеннями на 5 блоків. Розміри системи блоків 9,0х3,5 м. У верхній частині горизонту НД-13 та в більш молодих утвореннях сформувалась брахіантиклінальна складка.
У геоморфологічному відношенні Гаївське газоконденсатне родовище знаходиться в межах Верхньодністерської зандрово-алювіальної рівнини і займає значну територію вздовж русла Дністра.

## Технічні дані
Гаївське родовище було відкрите у 1987 році пошуковою свердловиною 2-Гаї, яка дала промисловий приплив газу з відкладів нижнього сармату. Перший промисловий приплив газу з конденсатом отримано з інт. 1674—1690 м у 1987 р.
Поклади пластові, тектонічно екрановані, один з них склепінчастий.
Експлуатується з 1997 р. Режим Покладів газовий.
Запаси початкові видобувні категорій А+В+С1: газу категорії С1 — 3374 млн.. м³; конденсату — 116 тис. т.